# Griffith Park

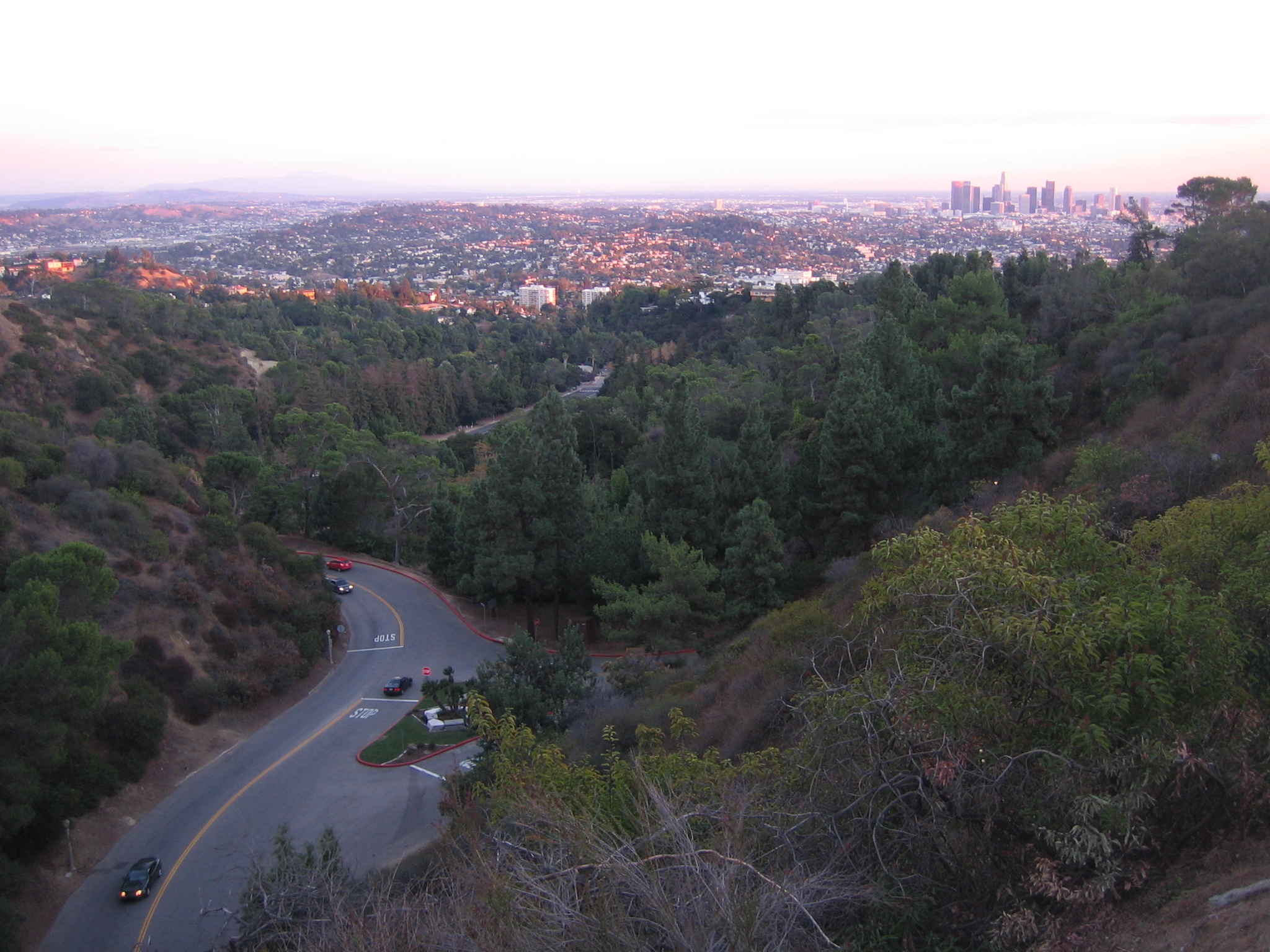
Der Griffith Park mit der Skyline von Los Angeles im Hintergrund

Koordinaten: 34° 8′ N, 118° 18′ W
Der Griffith Park ist ein großer Park am östlichen Ende der Santa Monica Mountains im Stadtteil Los Feliz in Los Angeles. Mit einer Fläche von 17 km² ist er einer der größten Stadtparks Nordamerikas und der zweitgrößte Stadtpark in Kalifornien nach dem Mission Trails Regional Park in San Diego.
Als Gründer des Griffith Park gilt Colonel Griffith, der 1882 das nahe dem Los Angeles River gelegene Rancho Los Feliz kaufte und dort zunächst eine Straußenfarm einrichtete. Zu jener Zeit waren Straußenfedern ein beliebtes Material zur Herstellung von Damenhüten. Die eigentliche Daseinsberechtigung für die Straußenfarm war es jedoch, Einwohner von Los Angeles zu den Baugrundstücken zu locken, die Griffith dort ebenfalls verkaufte. Nachdem der Bauboom abgeebbt war, spendete er am 16. Dezember 1896 zwölf Quadratkilometer seines Areals der Stadt Los Angeles. Später wurde Griffith wegen schwerer Körperverletzung an seiner Frau zu einer Gefängnisstrafe verurteilt. Nach seiner Freilassung versuchte er, den Bau eines Planetariums, eines Observatoriums sowie einer Freilichtbühne im von ihm gegründeten Park zu finanzieren. Aufgrund seiner angeschlagenen Reputation weigerte sich die Stadt Los Angeles jedoch, das angebotene Geld anzunehmen.

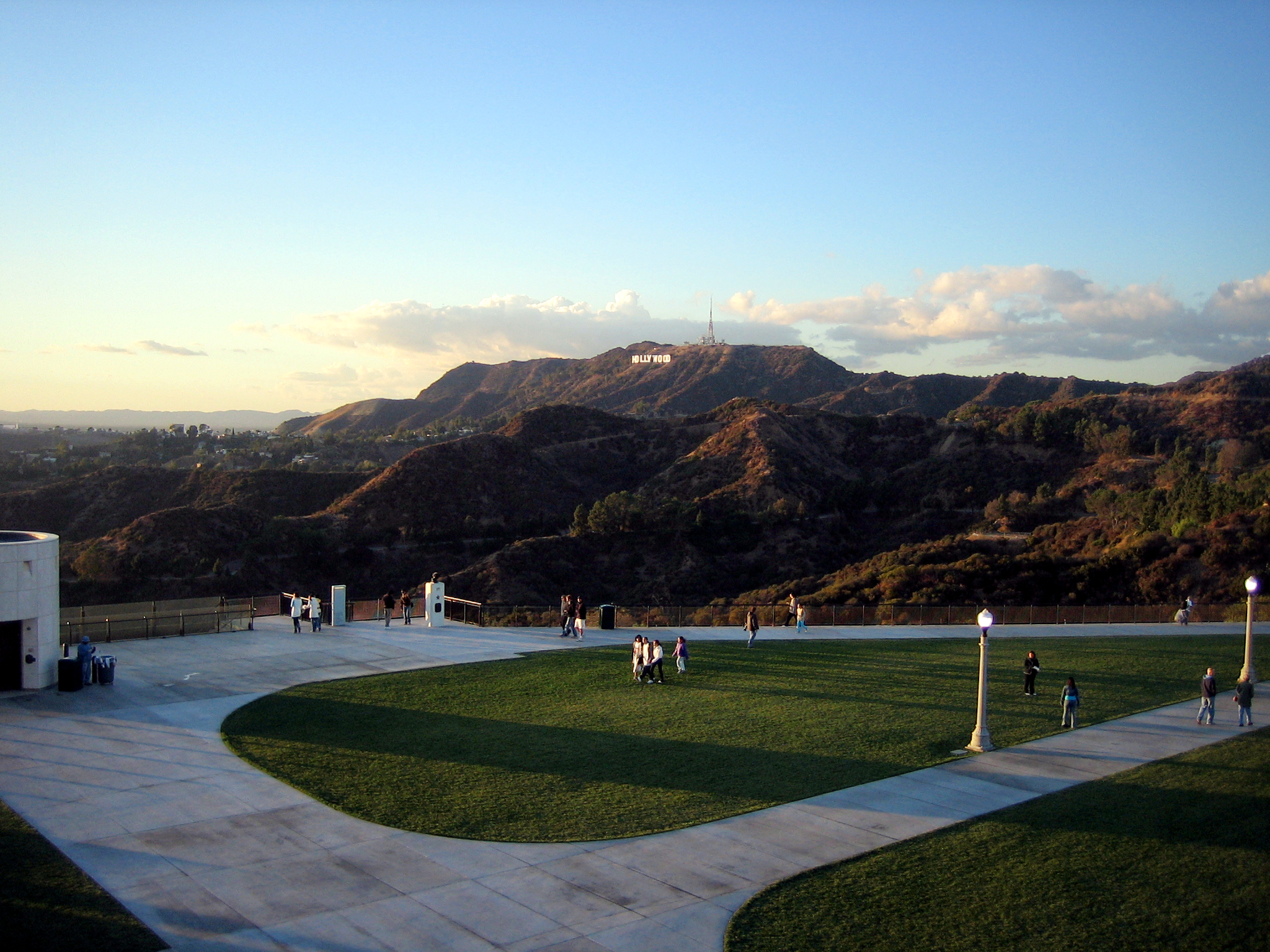
Mount Lee mit dem Hollywood Sign

1912 widmete Griffith weitere 40 Hektar im Nordwestteil des Parkes, direkt am Los Angeles River dem Zweck, „etwas zu tun, um die Luftfahrt zu fördern“. So entstand das Griffith Park Aerodrome, das später an den National Guard Air Service übergeben wurde. Nach dem Tod von Griffith im Jahre 1919 begann die Stadt Los Angeles, die ursprünglich geplanten Projekte schrittweise doch zu bauen. Die Freilichtbühne, das sogenannte Greek Theatre wurde 1930 fertiggestellt, das Griffith Observatory im Jahre 1935. Durch weitere Landspenden und Kaufverträge wuchs der Park nach und nach auf seine heutige Größe. Der Park ist von 5 Uhr morgens bis 22:30 abends geöffnet.
Am 3. Oktober 1933 kam es zum Griffith-Park-Waldbrand. Bei diesem Waldbrand starben 29 Brandbekämpfer. Es handelt sich um eines der schwersten Feuerwehrunglücke in der Geschichte der Vereinigten Staaten.
Innerhalb des Parks befindet sich der 521 Meter hohe Mount Lee. Dessen Südhang ist der Ort des weltberühmten Hollywood Signs. Unterhalb des Schriftzugs verläuft der östliche Teil des Mulholland Highway. Mount Lee selbst ist Privatgelände und nicht öffentlich zugänglich.
Von 2012 bis 2022 war der Park das Revier eines männlichen Pumas (Puma concolor), der aus den Santa Monica Mountains zugewandert war. Wegen seines schlechten Gesundheitszustandes musste er im Dezember 2022 eingeschläfert werden.